# Pliocercus elapoides
Pliocercus elapoides är en ormart som beskrevs av Cope 1860. Pliocercus elapoides ingår i släktet Pliocercus och familjen snokar. Inga underarter finns listade i Catalogue of Life.
Denna orm förekommer i Centralamerika från östra och södra Mexiko till Honduras. Arten lever i låglandet och i bergstrakter upp till 2000 meter över havet. Pliocercus elapoides vistas i torra och fuktiga skogar. Den besöker troligtvis angränsande jordbruksmark. Individerna gräver i lövskiktet och i det översta jordlagret. Honor lägger ägg.
Beståndet hotas regionalt av skogsröjningar. Hela populationen anses vara stabil. IUCN kategoriserar arten globalt som livskraftig.